# Aerosucre

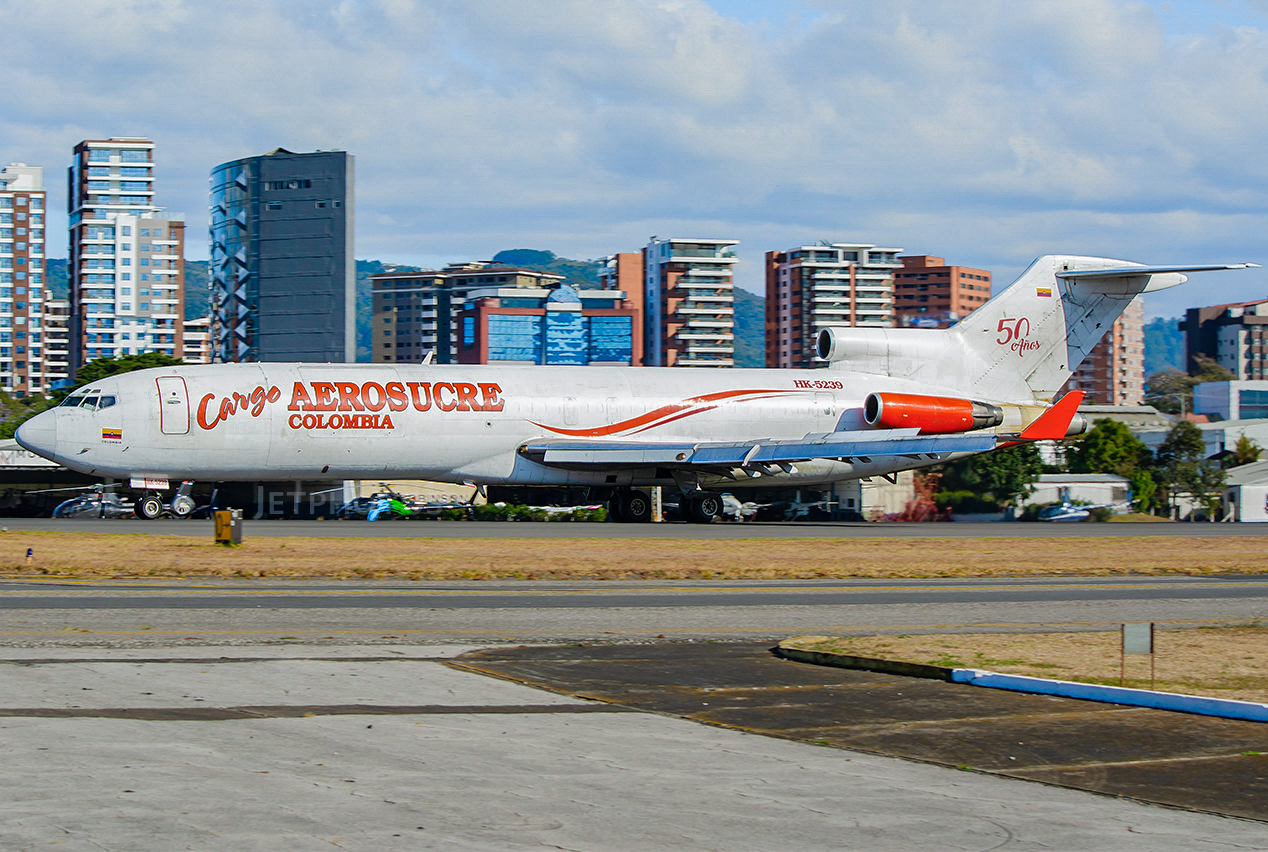
Un Boeing 727 aux couleurs d'Aerosucre.

Aerosucre S.A. est une compagnie aérienne colombienne, spécialisée dans le transport de fret entre les aéroports du pays. Son siège social se situe à Bogota. Sa fondation remonte à 1969.
Fin 2023, sa flotte se compose, selon la communication de la compagnie, de trois Boeing 727-200 et de trois Boeing 737 appartenant aux versions -200, -300 et -400. Dans le passé, elle a aussi utilisé des Caravelle, des Douglas DC-4 et DC-6 et des Curtiss C-46 Commando. 
La compagnie attire plusieurs fois l'attention pour ses pratiques défaillantes en matière de sécurité, et tout particulièrement pour sa pratique consistant à faire voler des avions surchargés, bien au-delà de la masse maximale au décollage autorisée par leur certificat de type. Elle est épinglée à de nombreuses reprises par les autorités colombiennes pour cela, et ce, au moins depuis les années 1990. De nombreuses vidéos montrant les décollages difficiles des avions de la compagnie, quittant péniblement le sol à l'extrême fin de la piste et frôlant des obstacles (arbres, bâtiments, clôtures...), circulent sur internet et sont devenues virales. En février 2022, un 737 de la compagnie, surchargé, percute un arbre et perd un moteur, les pilotes parviennent cependant à éviter le crash.
Les dépassements de masse autorisée ne sont pas les seuls manquements de la compagnie. En 1996, 150 kg de cocaïne brute sont découverts à bord d'un de ses appareils. En 2021, un avion doit faire demi-tour peu après son décollage, en raison de l'absence de verrouillage de la porte-cargo. En certaines occasions, la compagnie transporte aussi des passagers assis sur le sol de l'avion (les avions convertis en cargo étant privés de leurs sièges), alors que sa licence ne l'autorise qu'à transporter du fret.

## Histoire
Aerosucre a été fondée par Juan Carlos Solano Recio à Barranquilla en 1969 et a commencé ses opérations aériennes au printemps 1970 en tant que compagnie de taxi aérien, avec un Piper PA-28.
Au printemps 1975, la compagnie s’était principalement orientée vers le transport de fret, bien qu’elle fût encore autorisée à transporter un maximum de cinq passagers par vol. À ses débuts, Aerosucre desservait l’île colombienne de San Andrés ainsi que les îles d’Aruba et de Curaçao à l’international.
En 1981, la compagnie a acquis deux Handley Page Heralds auprès de British Air Ferries. Son premier avion à réaction, un Sud Aviation Caravelle, a été acheté en août 1982 à la compagnie espagnole Transeuropa.
Le 5 mars 1996, 150 kg de pâte de cocaïne ont été découverts à bord d’un avion d’Aerosucre à Leticia, en Colombie, dissimulés parmi 21 tonnes de poisson.
En 2020, la compagnie a participé au transport de matériel médical à travers la Colombie, en soutien à la réponse sanitaire face à la pandémie de COVID-19.